# 金信煜
金信煜（韓語：김신욱，1988年4月14日—），韩国足球运动员，司职中锋，现效力于香港超級聯賽球队傑志。身高196厘米，以冲击力和优秀的高空球争抢能力著称，在成名前的场上位置是中後衛，之后在俱乐部前锋缺乏之机被改造为前锋，并逐渐成为球队主力中锋。2017年東亞足球錦標賽力壓182厘米的日本國腳昌子源，頂入扳平一球，導致日本在兩國對戰破紀錄大敗1-4，是其代表作。

## 俱乐部生涯
起初由于身强体壮，金信煜在少年时期一直司职中后卫位置，并且在2009年升入成年队后，依旧在后防线上作为替补球员，由于球队当时的前锋线伤兵满营，球队不得不对令其利用自己身材的优势改打中锋，结果出现了意想不到的效果，特别是亚冠联赛中主客场击败中国球队北京国安的比赛中金信煜在高点争抢上令北京队无所适从。2012年隨蔚山現代獲得隊史首座亞冠，2013年，金信煜在K聯賽進了19球，與迪贊·丹贊奴域並列聯賽金靴，但是聯賽方面蔚山現代以1分之差只獲得亞軍，金信煜也當選了當賽季K聯賽的MVP。
2016年，金信煜轉會至K聯賽豪門全北現代，並隨隊在2016年亚足联冠军联赛獲得冠軍，金信煜的衝擊力常常迫使對手使用犯規戰術來防守他，在決賽的第一回合為主場作戰的全北現代創造出一個點球使球隊2比1得比分拿下比賽。
2019年7月9日，中国足球超级联赛球队上海绿地申花宣布金信煜正式加盟球队。有报道称金信煜是为了追随全北现代前主教练，现任上海绿地申花主教练崔康熙从而加盟球队。金信煜在7月於中超上陣4場攻入6球，為球隊取得當中3場勝仗，當中在5比3擊敗廣州富力一仗更大演帽子戲法。12月6日，在2019赛季中国足协杯决赛次回合上海绿地申花3-0战胜山东鲁能泰山足球俱乐部的比赛中，金信煜在第60分钟攻入一球，完成在中国足协杯赛场上的首粒进球，帮助上海绿地申花夺得2019赛季中国足协杯冠军。
2021年11月15日，2021年新加坡職業足球聯賽冠軍獅城水手宣佈簽入金信煜，破紀錄成為新加坡職業足球聯賽最高收入的球員。
2023年2月2日，香港超級聯賽球隊傑志宣布簽入金信煜，並簽約至2026年，惟大部分時間只在預備組聯賽上陣。
2023年5月，金信煜代表傑志上陣7場比賽，但仍未取得入球。2023－24赛季，金信煜於对阵港会的比赛中上演了帽子戏法。

## 国家队生涯
2018年6月2日，韓國足協公佈了前往俄羅斯世界杯的最終23人大名單，金信煜入選

。

## 榮譽

### 俱乐部
蔚山現代
- 韓國聯賽杯：2011
- 亚足联冠军联赛：2012年

全北現代
- K聯賽1：2017, 2018
- 亚足联冠军联赛：2016年

上海申花
- 中国足协杯：2019

獅城水手
- 新加坡社區盾：2022

傑志
- 香港超級聯賽：2022–23
- 香港足總盃：2022–23

### 国家队
韓國
- 東亞足球錦標賽：2015, 2017

韓國 U23
- 亞運會 金牌：2014